# Krucifix (Bylany)
Pozdně barokní pískovcový krucifix od neznámého autora se od roku 1800 nalézá na návsi naproti staré kovárně v centru obce Bylany v okrese Chrudim. Krucifix je od 5. června 2012 chráněn jako nemovitá kulturní památka ČR.

## Popis
Krucifix se nalézá v parkově upraveném ostrůvku v centru návsi spolu s dřevěnou zvoničkou.
Uprostřed živého zimostrázového plotu stojí na pískovcovém schodě nízký, nahoře profilováním okosený, hranolový nezdobený podstavec.
Na podstavci stojí užší pilíř, zdobený po stranách volutami, zakončený nahoře profilovanou římsou. Ve středu římsy je upevněn trn pro zavěšení lucerny. Čelní stranu pilíře zdobí vystupující kartuše s okosenými rohy nahoře obloukovitě zakončená, ve které je vytesán vysoký reliéf Panny Marie s rukama sepjatýma mimo tělo a se svatozáří okolo hlavy. Na zadní straně pilíře je vytesána vystupující pískovcová kartuš s dedikačním nápisem: „TENTO KRZIZ JEST/ POSTAWENI Z NAKLADU/ CELI OBCI BILANSKI CZA/ SU TOHO BILI RICHTARI/ JOSEF RADOUSS, JAN/ DOBRUSKI …. JEST/ FRANCOUSKOU WOYNU/ DNE 10. JULI/ LETHA PANE. 1800/ OPRAVENO/ 19 10.VII. 00.“
Na bohatě profilované římse pilíře stojí na profilovaném podstavci, ozdobeném dole volutami a reliéfem květu uprostřed, pískovcový kříž s korpusem Krista s rouškou přes boky. Nad hlavou Krista je nápis INRI. Ramena kříže jsou trojitě zakončena. Obrys kříže je zvýrazněn vystupujícím lemem.
V roce 2021 proběhlo celkové restaurování krucifixu. 

## Galerie

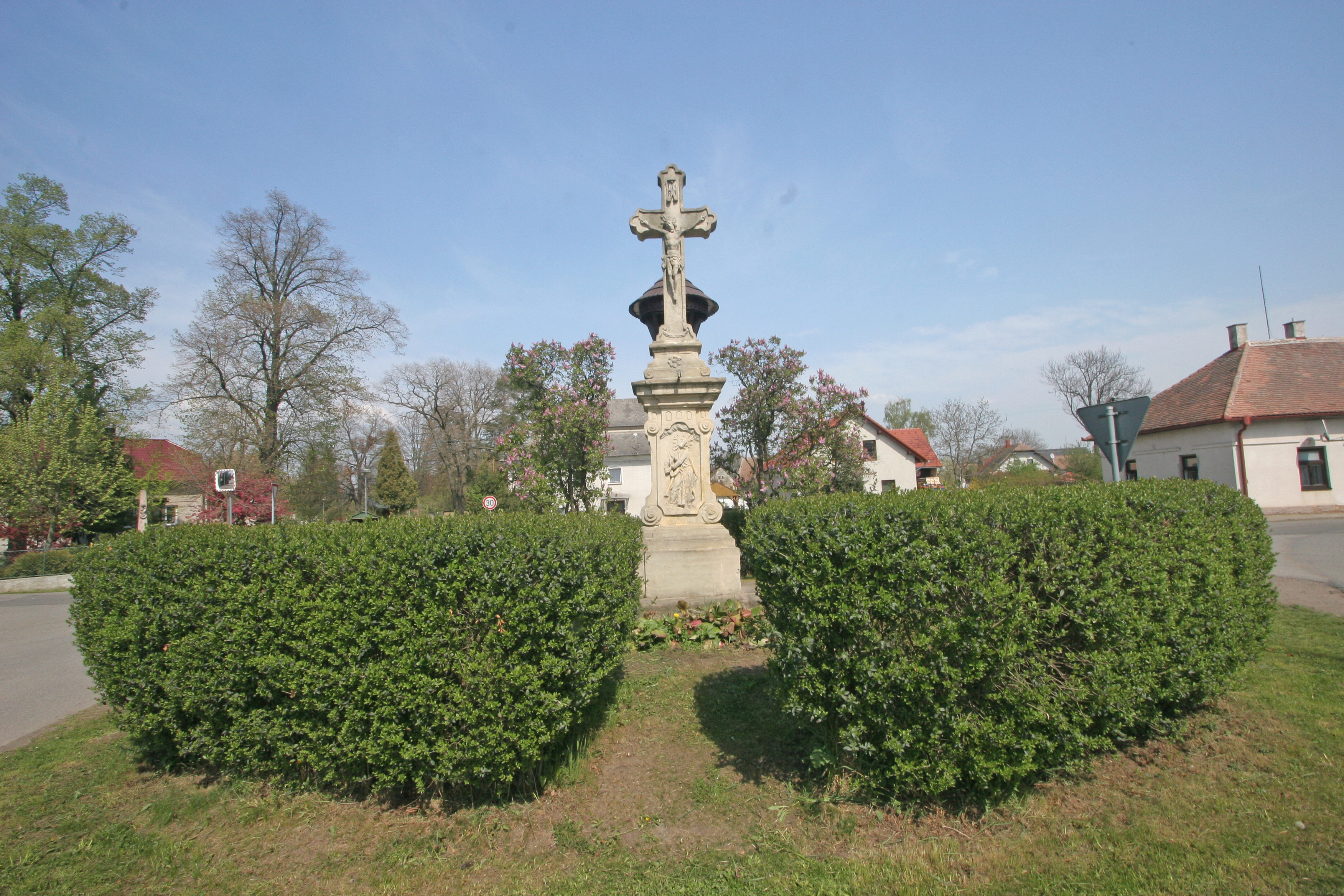
krucifix na návsi v Bylanech u Chrudimi